# Kardele
Kardele, auch kurz nur Kardel, war ein deutsches Volumenmaß für Tran. Es hatte zur Zeit des Walfanges seine Bedeutung. So schätzte man, dass der gute Auszug aus 100 Kardele Walspeck 80 Kardele Tran ergaben. Die Nutzung des Maßes durch andere Länder kann nicht belegt werden.
- 1 Kardele/Fass = 64 Stübchen
  - 1 Trantonne = 32 Stübchen
- Hamburg: 1 Kardele = 128 Pinte (franz.)[1]